# Roca Santa
La roca Santa es un pequeño islote rocoso de 36 metros de altura, que integra el grupo Candelaria de las islas Sandwich del Sur. Está situada a 2,8 kilómetros al nornoroeste de la punta Perfil de la isla Vindicación, en cercanías de la roca Sierra.
En el extremo occidental de la roca Santa y en la roca más septentrional de la misma se ubican dos de los puntos que determinan las líneas de base de la República Argentina, a partir de las cuales se miden los espacios marítimos que rodean al archipiélago.
Fue cartografiada y nombrada en 1930 por el personal de Investigaciones Discovery a bordo del RRS Discovery II.
La roca nunca fue habitada ni ocupada, y como el resto de las Sandwich del Sur es reclamada por el Reino Unido que la hace parte del territorio británico de ultramar de las Islas Georgias del Sur y Sandwich del Sur, y por la República Argentina, que la hace parte del departamento Islas del Atlántico Sur dentro de la provincia de Tierra del Fuego, Antártida e Islas del Atlántico Sur.